# کشتار سیواس

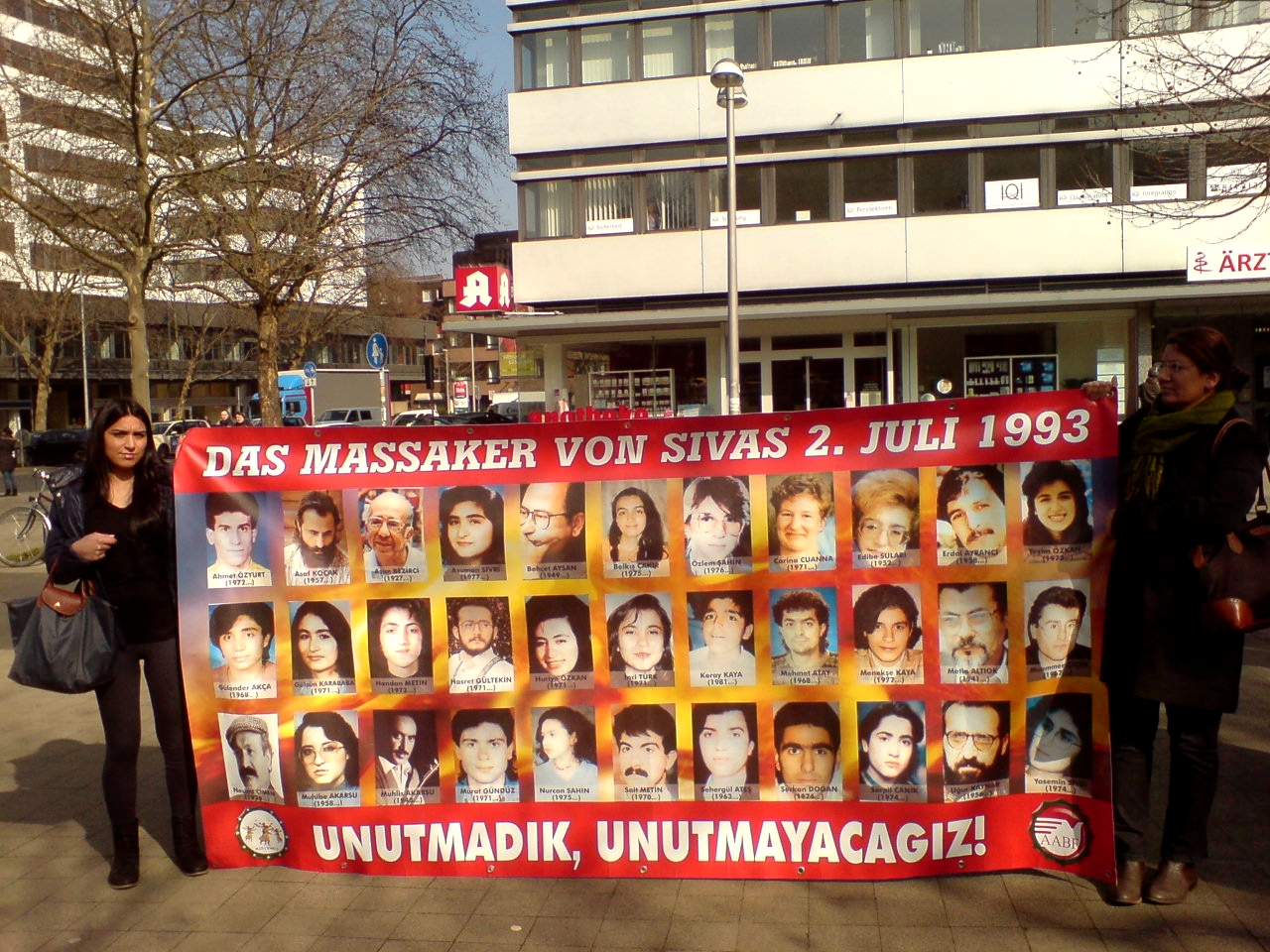

آتش زدن هتلی در سیواس رخدادی است که در روز ۲ ژوئیه ۱۹۹۳ در پی تهاجم به عزیز نسین مترجم کتاب آیات شیطانی در سیواس جمهوری ترکیه رخ داد.
در این کشتار که بدست تندروهای اسلام انجام شد، ۳۳ تن که بیشترشان علوی بودند در جریان برگزاری جشن شانزدهمین قرن چکامه‌سرای بنام علویان، پیر سلطان ابدل در هتل مدیمک کشته شدند.
دلیل این کشتار وجود عزیز نسین برگرداننده بخشی از کتاب آیات شیطانی در این جشن بود. پس از برگزاری نماز جمعه تندگرایان اسلام در جلوی هتل گردآمدند و پس از شعارهای تند با وجود گارد پلیس و نیروهای امنیتی هتل را به آتش کشیدند. نیروهای پلیس و آتش نشانان هیچ اقدامی برای جلوگیری از این کشتار انجام ندادند. عزیز نسین موفق به فرار شد. اقدام وی به ترجمه کتاب آیات شیطانی خشم گروه از مذهبیون افراطی را برانگیخت تا اینکه در ژوئیه ۱۹۹۳ ، هتل ای لاکچری در شهر سیواس که وی در آن حضور داشت به آتش کشیده شد ولی او توانست از هتل فرار کند اما ۳۷نفر از جمله دو مهاجم به علت آتش سوزی جان خود را از دست دادند.
همچنین دادگاه ترکیه تعدادی از افراطیون را در رابطه با این واقعه را به اعدام محکوم کرد؛هرچند به علت برداشته شدن قانون اعدام از قوانین جمهوری ترکیه هیچگاه این حکم اجرا نشد.

## ماجرای سیواس به گزارش مطبوعات ترکیه
به گزارش روزنامهٔ حریت عزیز نسین مترجم آیات شیطانی ضمن سخنرانی اظهار داشت:
ترکیه اسلام را عوض نموده است. مابین برداشت‌های اسلامی اعراب و ترکان تفاوت وجود دارد. علوی گرایی هم شکل ترک شده شیعه محسوب می‌گردد. علوی‌ها ترکان اصیل محسوب می‌شوند. من موافق درستی حرف‌های پیر سلطان که در ۴۰۰ سال قبل زده است نیستم. همچنین معتقدم که سخنان مولوی که در ۷۰۰ سال قبل زده شده‌است. امروز کاربردی ندارد. بدین ترتیب به چه چیز قرآن که در هزار سال قبل نوشته شده می‌توانم ایمان داشته باشم. من مسلمان نیستم. حتی بی دینم. قرآن باید نسبت به عصر ما عوض شود ما نیز باید نسبت به وضعیت خود چیزی بنویسیم.
به گزارش روزنامهٔ ملیت:
بعد از اقامهٔ نماز جمعه در سیواس، عده‌ای از نمازگزاران در جلوی استانداری و مرکز فرهنگی تجمع کرده و به جشنواره و عزیز نسین اعتراض نمودند. طی این حوادث ۴۰ نفر کشته، ۱۴۵ نفر زخمی شدند. تظاهرکنندگان هتل محل اقامت عزیزنسین و همراهان او را به آتش کشیدند و مردم گفتند زنده باد شریعت مسئولین عزیز نسین را در حالی که از شدت دود و آتش در وضعیت بدی بود. به وسیله نردبان نجات دادند و از محل حادثه دور نمودند…
وزیر کشور به همراه تعدادی از مقامات امنیتی بلندپایه به وسیلهٔ هواپیمای اختصاصی به سیواس رفته و از نزدیک حوادث را پیگیری نمودند. اعلام شد که ۱۰۰ هزار نفر در این حوادث شرکت داشته‌اند. رئیس بیمارستان دولتی سیواس نیز طی مصاحبه‌ای اعلام نمود که ۷ کشته و ۵ زخمی به بیمارستان ما آورده‌اند که تماماً به وسیلهٔ گلوله زخمی گردیده‌اند.